# 1914
1914. је била проста година.

## Догађаји

### Фебруар
- 2. фебруар — Чарли Чаплинов филмски деби у филму Making a Living

### Март
- 6. март — У Новом Саду основан Фудбалски клуб Војводина
- 7. март — Принц Вилхелм од Вида је стигао у Албанију и започео своју владавину.

### Јун
- 28. јун — Припадник организације Млада Босна Гаврило Принцип у Сарајеву је убио аустроугарског надвојводу, престолонаследника Франца Фердинанда, и његову жену Софију.
- 29. јун — неуспешни атентат на Распућина

### Јул
- 4. јул — сахрана надвојводе Франца Фердинанда
- 14. јул — Ванредни сазив Народне скупштине за 1914. годину започео је свој рад у Нишу 14. јула 1914 и заседао до октобра 1915. године.
- 23. јул — Аустроугарска је упутила ултиматум Србији да спроведе истрагу поводом атентата на престолонаследника Франца Фердинанда 28. јуна у Сарајеву.
- 28. јул — Аустроугарска објавила рат Србији, пошто је Србија одбила Јулски ултиматум после атентата на престолонаследника Франца Фердинанда у Сарајеву.

### Август
- 1. август — Немачка објављује рат царској Русији, Француска наређује мобилизацију, затвара се њујоршка берза
- 2. август — у складу са Шлифеновим планом, Немачка окупира Луксембург
- 2. август — Османско-немачки споразум
- 3. август — Немачка објављује рат Француској, Белгија одбија немачки ултиматум
- 4. август — Немачке трупе извршиле инвазију на Белгију; Уједињено Краљевство објавило рат Немачкој, чиме су практично целокупна Британска империја и Немачко царство ступиле у рат; Ганди допутовао у Лондон; САД проглашавају неутралност
- 5. август — Краљевина Црна Гора објављује рат Аустроугарској; бомбардовањем из цепелина, почела опсада Лијежа
- 6. август — Аустроугарска објавила рат Русији
- 15. август — почела Церска битка; пролазак првог брода кроз Панамски канал
- 20. август — немачка војска окупирала Брисел
- 23. август — Јапан је објавио рат Немачкој у Првом светском рату.
- 24. август — Завршена је Церска битка у којој је српска војска под командом Степе Степановића потукла аустроугарску и однела прву савезничку победу у Првом светском рату.
- 28. август — поморска битка у Хелголандском заливу, између британске и немачке морнарице
- 30. август — Немци су у бици код Таненберга у Првом светском рату нанели тежак пораз Русији.

### Септембар
- 1. септембар — Санкт Петербург променио назив у Петроград
- 3. септембар — Папа Бенедикт XV постао 258. папа; принц Вилхелм од Вида напустио Албанију после свега 6 месеци владавине
- 5. септембар — почела прва битка на Марни између енглеских и француских против немачких трупа
- 13. септембар — почела прва битка на Ени, наставак савезничке офанзиве у француској
- 22. септембар — Немачка подморница У-9 је потопила три застареле крстарице Краљевске морнарице, усмртивши око 1450 особа.

### Октобар
- 3. октобар — 25 000 канадских војника кренуло ка Европи
- 5. октобар — Аустроугарска жестоко напала Београд
- 9. октобар — окончана опсада Антверпена, Белгија потпала под немачку окупацију

### Новембар
- 2. новембар — Русија, Велика Британија и Француска су објавиле рат Турској.
- 5. новембар — Британија и Француска објавиле рат Турској и окупирале Кипар, где су остале до 1960. године.
- 5. новембар — Под командом генерала Оскара Поћорека у Првом светском рату почела је нова аустроугарска офанзива на Србију, а српске снаге су присиљене да се повуку.
- 16. новембар — Отпочела Колубарска битка

### Децембар
- 2. децембар — аустроугарска војска окупирала Београд
- 3. децембар — Српска војска победом окончала Колубарску битку, наношењем жестоког пораза Аустроугарској. Војвода Живојин Мишић, који је командовао Првом армијом, унапређен у чин војводе.
- 7. децембар — Народна скупштина Краљевине Србије усвојила је Нишку декларацију о уједињењу Јужних Словена у заједничку државу.
- 8. децембар — Британска флота је поразила немачку флоту у бици код Фолкландских острва.
- 12. децембар — након неколико месеци, поново отворена њујоршка берза
- 15. децембар — ослобођен Београд
- 18. децембар — Египат постаје британски протекторат
- 29. децембар — Почела битка код Сарикамиша у Првом светском рату, у којој је много слабија руска војска нанела тежак пораз турској армији.

## Рођења

### Фебруар
- 14. фебруар — Борис Крајгер, словеначки и југословенски политичар и народни херој († 1967)

### Март
- 17. март — Жикица Јовановић Шпанац, учесник шпанског грађанског рата, учесник НОР-а и народни херој. († 1942)

### Април
- 2. април — Алек Гинис, енглески глумац. († 2000)

### Мај
- 3. мај — Љубиша Р. Ђенић, српски хроничар и историчар († 1977)
- 25. мај — Слободан Принцип Сељо, синовац Гаврила Принципа, учесник НОР-а и народни херој. († 1942)

### Јун
- 19. јун — Антоније Блум, митрополит Руске православне цркве и припадник француског покрета отпора. († 2003)
- 28. јун — Душан Петровић Шане, српски и југословенски политичар и народни херој († 1977).

### Јул
- 7. јул — Милутин Морача, генерал-пуковник ЈНА и народни херој (†2003)
- 18. јул — Ђино Бартали, италијански бициклиста. (†2000).
- 31. јул — Луј де Финес, француски глумац познат по улози Жандар из Сан Тропеа († 1983)

### Септембар
- 5. септембар — Никанор Пара, чилеански књижевник. († 2018)
- 11. септембар — Патријарх српски Павле, поглавар Српске православне цркве († 2009).

### Октобар
- 11. октобар — Рубен Фајн, доктор психологије и велики шахиста († 1993)
- 11. октобар — Мохамед Захир, авганистански краљ. († 2007)
- 15. октобар — Илона Ковач, српска стогодишњакиња, ( најстарија жива особа у Србији) († 2022)
- 27. октобар — Дилан Томас, енглески песник, пореклом Велшанин. († 1953)
- 28. октобар — Џонас Солк, амерички физичар. († 1995)

### Новембар
- 9. новембар — Хеди Ламар, аустријска глумица. († 2000)

## Смрти

### Април
- 19. април — Чарлс Сандерс Перс, амерички филозоф, оснивач прагматизма

### Мај
- 15. мај — Јован Скерлић, српски књижевник и књижевни критичар
- 28. мај — Паул Маузер, немачки конструктор ватреног оружја

### Јун
- 21. јун — Берта фон Сутнер, аустријска књижевница и пацифист, добитник Нобелове награде за мир 1905. године.
- 28. јун — Франц Фердинанд, аустроугарски престолонаследник; Софија Хотек, непризната супруга аустријског надвојводе Франца Фердинанда

### Јул
- 31. јул — Жан Жорес, француски политичар

### Август
- 5. август — Станислав Сондермајер, најмлађи борац који је погинуо у Церској бици
- 20. август — Папа Пије X

### Септембар
- 1. септембар — Владислав Ф. Рибникар, српски новинар, основао дневни лист „Политика"
- 24. септембар — Димитрије Т. Леко, српски архитекта и урбаниста
- 28. септембар — Стеван Стојановић Мокрањац, српски композитор

### Новембар
- 20. новембар — Димитрије Туцовић, теоретичар социјалистичког покрета у Србији

## Нобелове награде
- Физика — Макс фон Лауе
- Хемија — Теодор Вилијам Ричардс
- Медицина — Роберт Барањ
- Књижевност — Награда није додељена
- Мир — Награда није додељена
- Економија — Награда у овој области почела је да се додељује 1969. године